# Saint-Cernin-de-Larche
Saint-Cernin-de-Larche is een gemeente in het Franse departement Corrèze (regio Nouvelle-Aquitaine) en telt 456 inwoners (1999). De plaats maakt deel uit van het arrondissement Brive-la-Gaillarde.

## Geografie
De oppervlakte van Saint-Cernin-de-Larche bedraagt 9,2 km², de bevolkingsdichtheid is 49,6 inwoners per km².
De onderstaande kaart toont de ligging van Saint-Cernin-de-Larche met de belangrijkste infrastructuur en aangrenzende gemeenten.

## Demografie
Onderstaande figuur toont het verloop van het inwonertal (bron: INSEE-tellingen).